# Otis Grant
Otis Grant (* 23. Dezember 1967 in Saint Ann Parish) ist ein ehemaliger kanadischer Profiboxer jamaikanischer Herkunft und ehemaliger Weltmeister der WBO im Mittelgewicht.

## Amateurkarriere
Grant kam 1977 nach Kanada und begann im Alter von elf Jahren mit dem Boxsport. Er wurde 1985 Kanadischer Meister im Halbmittelgewicht und 1988 Kanadischer Meister im Mittelgewicht. Bei den Panamerikanischen Spielen 1987 in Indianapolis gewann er die Silbermedaille im Mittelgewicht. Er unterlag dabei erst im Finale dem amtierenden Weltmeister Ángel Espinosa aus Kuba.

## Profikarriere
Noch im Jahr 1988 wechselte er zusammen mit seinem Bruder ins Profilager und gewann 14 Kämpfe in Folge gegen Aufbaugegner, davon 11 durch Knockout. Zu den besiegten Gegnern zählten Art McCloud (11-3) und Jaime Ollenberger (19-5). Am 27. September 1991 wurde er durch Aufgabe seines Gegners Dan Sherry (18-1) nach der siebenten Runde, Kanadischer Meister im Mittelgewicht. Im März 1992 verteidigte er den Titel vorzeitig gegen Todd Nadon (13-2).
Am 28. September 1992 schlug er im kanadischen Verdun den US-amerikanischen WM-Herausforderer Gilbert Baptist einstimmig nach Punkten und wurde dadurch neuer Nordamerikanischer Meister (NABF) im Mittelgewicht. Nach Titelverteidigungen gegen Ron Collins (21-3), Brett Lally (32-8) und Willie Monroe (19-1), verlor er den Titel am 15. März 1994 nach einer K.-o.-Niederlage in der zwölften Runde an den späteren WBC-Weltmeister Quincy Taylor.
Nach drei folgenden Aufbausiegen, unter anderem gegen den ungeschlagenen Undra White (11-0), gewann er am 10. Oktober 1995 erneut den NABF-Titel im Mittelgewicht durch einen vorzeitigen Sieg gegen Derrick James (13-1). Nach erfolgreichen Titelverteidigungen gegen James Green (22-9) und Rodney Toney (22-1), erhielt er am 4. März 1997 in Las Vegas einen WM-Titelkampf der WBO im Mittelgewicht gegen den ungeschlagenen Titelträger Lonnie Bradley (25-0). Der Kampf wurde nach den vollen 12 Runden von den Punktrichtern unentschieden gewertet (113:115-115:113-114:114), womit Bradley Weltmeister blieb.
Da Bradley jedoch der Titel aufgrund medizinischer Gründe noch im selben Jahr aberkannt wurde, erhielt Grant am 13. Dezember 1997 in Sheffield eine erneute WM-Chance um den nun vakanten Titel. Gegen seinen ungeschlagenen britischen Gegner Ryan Rhodes (16-0) setzte er sich schließlich einstimmig nach Punkten durch und wurde somit der erste schwarze Boxweltmeister aus Québec. Am 12. Mai 1998 verteidigte er den Titel noch vorzeitig gegen den Argentinier Ernesto Rafael Sena und legte anschließend den Titel nieder um ins Halbschwergewicht aufzusteigen. Dort hatte er nämlich die Möglichkeit erhalten, um die WM-Gürtel der WBC und WBA des Roy Jones junior (37-1) zu boxen.
Dieses Großereignis am 14. November 1998 in Ledyard verlor Grant jedoch durch t.K.o. in der zehnten Runde, nachdem sein Trainer nach dem zweiten Niederschlag seines Schützlings das Handtuch warf.
Im Juni 1999 wurde Grant bei einem Verkehrsunfall lebensgefährlich verletzt, als er mit seinem Pkw von einem entgegenkommenden Fahrzeug gerammt wurde. Er erlitt fünf Rippenfrakturen, eine Fraktur des Schulterblatts sowie eine Lungenverletzung und lag eine Woche im Koma.

## Comeback
Obwohl Ärzte ihm ein Ende seiner Boxkarriere prophezeiten, startete er am 22. November 2003 ein erfolgreiches Comeback gegen den ehemaligen WBO/WBA/IBO/WBC-Weltmeister Dingaan Thobela. Nach einem folgenden Punktesieg gegen Prince Badi Ajamu (19-1), wurde er am 11. September 2004 durch Punktesieg gegen Mark Woolnough Kanadischer Meister im Supermittelgewicht.
Am 11. Dezember 2004 besiegte er den Lateinamerikanischen Meister Henry Porras (28-3) und wurde dadurch Internationaler Meister der WBC im Supermittelgewicht. Diesen Titel konnte er anschließend am 12. März 2005 gegen den Australier Nader Hamdan (38-2) und am 18. Juni 2005 gegen Charles Adamu (13-2) verteidigen. Im Oktober 2005 konnte er zudem den US-Amerikaner Donnell Wiggins (24-5) schlagen. Diese Erfolge brachten ihn an die Spitze der WBC-Weltrangliste, eine Titelchance gegen Markus Beyer kam jedoch nicht zustande.
Am 8. April 2006 bestritt Grant schließlich seinen letzten Profikampf gegen den ungeschlagenen Mexikaner Librado Andrade (22-0). Dabei ging er in der fünften Runde zweimal zu Boden und gab den Kampf schließlich nach der siebenten Runde auf.

## Sonstiges
Otis Grant ist verheiratet und Vater zweier Kinder. Sein älterer Bruder Howard Grant war ebenfalls erfolgreicher Boxer; er wurde unter anderem zweimal Kanadischer Meister, gewann die Bronzemedaille bei den Juniorenweltmeisterschaften 1983 und wurde 1986 Vizeweltmeister. Zudem vertrat er Kanada bei den Olympischen Spielen 1988. Als Profi wurde er Kanadischer Meister und kämpfte um die Commonwealth-Meisterschaft.
Zusammen mit seinem Bruder ist er Inhaber des Fitnesscenters „Grant Brothers Boxing“ in Québec und unterstützt mit seiner Otis Grant & Friends Foundation seit 1999 hilfsbedürftige Familien.
1991 erhielt er den Montreal Association of Black Business Professionals Achievement of Excellence Award, sowie 1998 den Martin Luther King Jr Achievement of Excellence Award und den Jackie Robinson Professional of the Year Award. 2005 bekam er zudem den Outstanding Social & Humanitarian Services Award verliehen und wurde 2008 in die Quebec Sports Hall of Fame aufgenommen.